# Ніл Міджлі
Ніл Міджлі (англ. Neil Midgley, 9 вересня 1942, Солфорд — 8 липня 2001, Кірслі) — англійський футбольний арбітр. Арбітр ФІФА у 1982—1991 роках.

## Кар'єра
Розпочав суддівську кар'єру у 1961 році на регіональному рівні В 1974 році став працювати лайнсменом на матчах футбольної ліги, а через два роки став додатковим арбітром, а ще через рік, у 1977 році, дебютував і як головним арбітр. У квітні 1982 року він взяв участь у півфіналі Кубка Англії між «Тоттенгем Готспур» та «Лестер Сіті», і цього ж літа був включений до списку міжнародних арбітрів ФІФА.
На початку сезону 1986/87 йому було надано право відсудити матч на Суперкубок Англії 1986 року між «Евертоном» та «Ліверпулем» на «Вемблі», який закінчився з рахунком 1:1, а трофей було поділено.
16 травня 1987 року він знову вийшов на «Вемблі», щоб відпрацювати на фіналі Кубка Англії між «Ковентрі Сіті» та «Тоттенгем Готспур», який закінчився з рахунком 3:2 на користь номінальних господарів.
Мідглі досяг стандартного пенсійного віку для арбітрів в 1991 році, але йому було надано продовження на один рік завдяки його сильним успіхам. Саме 17 лютого цього року він суперечливо не призначив «Евертону» пенальті на «Енфілді» проти «Ліверпуля» у Кубку ФА, коли Пет Невін був збитий у штрафному майданчику «Ліверпуля». В подальшому Міджлі працював на півфіналі Кубка Англії 1992 року між «Сандерлендом» та «Норвічем» перед тим, як остаточно завершити кар'єру в кінці сезону.
В подальшому працював із арбітрами у новостворенійї Прем'єр-лізі, а з 1999 року став працювати в УЄФА.
Ніл Міджлі помер у Little Hulton Hospice у Манчестері, через кілька місяців після того як у нього було діагностовано рак. Йому було 58 років. На його честь Асоціація арбітрів Екклза змінила назву нагороди для судді року, який отримав назву меморіальний трофей Ніла Міджлі (англ. Neil Midgley Memorial Trophy). Його вдова, Барбара Міджлі, стала щороку вручати трофей переможцю.